# Rafael Chitarow
Rafael Mowsesowicz Chitarow (ros. Рафаэль Мовсесович Хитаров, orm. Խիտարով Րաֆֆի Մովսեսի, ur. 28 grudnia 1901 we wsi Tioneti w Gruzji, zm. 28 lipca 1938) – działacz partyjny i komsomolski w ZSRR.

## Życiorys
Od maja 1919 członek RKP(b), w maju 1920 aresztowany w Gruzji, po zwolnieniu był przewodniczącym Komitetu Miejskiego Komunistycznego Związku Młodzieży Gruzji w Tbilisi. W sierpniu 1920 ponownie aresztowany i wydalony z Gruzji, 1920-1921 przebywał w Niemczech, po powrocie kierował Wydziałem Agitacyjno-Propagandowym Tbiliskiego Komitetu Miejskiego Komunistycznego Związku Młodzieży Gruzji, później pracował w Komitecie Wykonawczym Komunistycznej Międzynarodówki Młodzieży, 1922 sekretarz Ren-Ruhra Komitetu Obwodowego Komunistycznego Związku Młodzieży Niemiec. Od kwietnia 1923 kierownik Wydziału Organizacyjnego KC Komunistycznego Związku Młodzieży Niemiec, 1923-1925 sekretarz KC tego związku, 1925-1928 sekretarz KC Komunistycznej Międzynarodówki Młodzieży, 1927 przebywał w Chinach. Od 17 maja 1928 do stycznia 1931 członek KC Komsomołu i Biura KC Komsomołu, 1928-1931 sekretarz polityczny Komitetu Wykonawczego Komunistycznej Międzynarodówki Młodzieży, od 13 lipca 1930 do 26 stycznia 1934 członek Centralnej Komisji Kontrolnej WKP(b), 1931-1935 sekretarz komitetu WKP(b) Kuznieckiego Kombinatu Metalurgicznego, 1935-1936 I sekretarz Komitetu Okręgowego WKP(b) w Magnitogorsku. Od 1936 do lipca 1937 I sekretarz Komitetu Miejskiego WKP(b) w Magnitogorsku, od lipca do listopada 1937 II sekretarz Komitetu Obwodowego WKP(b) w Czelabińsku.
27 listopada 1937 aresztowany, 28 lipca 1938 skazany na śmierć przez Wojskowe Kolegium Sądu Najwyższego ZSRR pod zarzutem szpiegostwa i działalności w kontrrewolucyjnej organizacji terrorystycznej i rozstrzelany. 20 lipca 1955 pośmiertnie zrehabilitowany.